# L'ispettore Giusti
L'ispettore Giusti è una serie televisiva italiana in 6 episodi di 90'.
Fu prodotta nel 1999 sotto la direzione  del regista Sergio Martino. La fiction combina la sitcom con il mistero del poliziesco.  È andata in onda su Canale 5 in prima serata per sei settimane a partire dal 6 maggio 1999.

## Trama
L'ispettore Giusto Giusti si divide tra gli slanci amorosi e spesso sospesi con la giornalista Claudia Sartor e quelli lavorativi con la giovane e bella agente Caterina Foglia, forse troppo coinvolgenti.

## Episodi
| n° | Titolo                           | Prima TV       |
| -- | -------------------------------- | -------------- |
| 1  | Il segreto del vecchio pistolero | 6 maggio 1999  |
| 2  | Caterina cuore matto             | 11 maggio 1999 |
| 3  | Morte di un gigolò               | 18 maggio 1999 |
| 4  | Misteri in nero                  | 25 maggio 1999 |
| 5  | Un'indagine molto privata        | 3 giugno 1999  |
| 6  | Il giustiziere                   | 17 giugno 1999 |